# بيتر تيرني
بيتر تيرني (بالإنجليزية: Peter Turney)‏ هو قاضي ومحامي أمريكي، ولد في 27 سبتمبر 1827 في جاسبر في الولايات المتحدة، وتوفي في 28 أكتوبر 1903 في وينشستر في الولايات المتحدة.